# Klarna
Klarna Bank AB — шведская финтех-компания, которая предоставляет финансовые услуги в Интернете, такие как оплаты в интернет-магазинах, прямые платежи и оплаты после покупки (BNPL). Основная услуга предназначена для устранения финансовых рисков покупателей и продавцов за счёт управления претензиями магазинов и платежами клиентов.
В компании работает более 3000 сотрудников, большинство из которых работают в штаб-квартире в Стокгольме. В 2019 году объём онлайн-продаж компании составил около 35 миллиардов долларов. По состоянию на 2011 год около 40 % всех продаж электронной коммерции в Швеции проходило через Klarna. В 2021 году компания претендовала на оценку в 31 миллиард долларов.

## История
Три основателя, Себастьян Семятковски, Никлас Адалберт и Виктор Якобссон, приняли участие в ежегодной предпринимательской премии Стокгольмской школы экономики в 2005 году с идеей предоставить потребителям и продавцам более безопасные и простые способы оплаты покупок в Интернете. Однако идея не вызвала энтузиазма, и их работа была одной из последних в конкурсе.
Несмотря на это, в середине 2005 года они решили основать «Klarna» и начали свою деятельность в Швеции. Бизнес-ангел и предыдущий менеджер по продажам Erlang Systems Джейн Вальеруд инвестировала в их компанию и свела их с командой программистов, чтобы помочь им создать платформу.
В конце 2007 года в компанию инвестировала венчурная компания Investment AB Öresund. Три года спустя Klarna начала предоставлять свои услуги в Норвегии, Финляндии и Дании.
Klarna также начала свою деятельность в Германии и Нидерландах в 2010 году, а в мае того же года в качестве инвесторов в компанию вошла Sequoia Capital из Сан-Франциско. В течение 2010 года Klarna увеличила свои доходы более чем на 80 % до 54 миллионов долларов США (~ 400 миллионов шведских крон). В начале 2011 года британская газета The Telegraph включила Klarna в число 100 самых многообещающих молодых технологических компаний Европы..
В 2011 году инвестиционная компания General Atlantic возглавила раунд инвестиций в размере 155 миллионов долларов, к которому присоединилась DST Global, а управляющий директор General Atlantic Антон Леви вошёл в совет директоров. В мае 2011 года Klarna приобретает израильскую компанию Analyzd, ведущую деятельность на рынках Европы, Израиля и США. Analyzd специализируется на управлении рисками и онлайн-платежах, а его основатели ранее работали в PayPal.
Klarna начала предлагать услуги в Австрии в 2012 году, а в 2013 году Klarna и немецкая SOFORT AG объединились после того, как Klarna приобрела SOFORT Banking у мажоритарного акционера Reimann Investors, став Klarna Group. Обе компании продолжат предлагать свои продукты бок о бок и работать автономно.
В 2018 году Klarna сообщила, что у неё более 60 миллионов пользователей, и около 90000 онлайн-торговцев наняли её для проведения своих кассовых операций. Klarna была запущена в США в сентябре 2015 года, и США стали её основным направлением для будущего роста. В том же году министр предпринимательства и инноваций Микаэль Дамберг назвал Кларну одним из «пяти единорогов» Швеции, имея в виду стартап-компании, которые преуспели в росте и привлечении международных инвестиций. Остальные четыре компании — Spotify, Mojang, Skype и King.
В 2019 году Klarna привлекла 460 миллионов долларов в рамках планов по расширению платёжного присутствия в США с участием Dragoneer Investment Group, Commonwealth Bank of Australia, HMI Capital, Merian Chysalis Investment Company Limited и других. В рамках этого раунда финансирования компания была оценена в 5,5 млрд долларов, став крупнейшим финтех-стартапом в Европе. В 2020 году Кларна приобрела Nuji.
В 2020 году Ant Financial, платёжный филиал китайской компании электронной коммерции Alibaba, инвестировал в Klarna, в рамках глобального партнёрства между двумя фирмами.
В феврале 2021 года Klarna открыла банковские счета для ограниченного числа пользователей в Германии. Клиенты получают полноценный банковский счёт с немецким IBAN и дебетовой картой Visa.

## Технологии
Часть кодовой базы Klarna написана на Erlang, языке программирования, разработанном Ericsson для высокопараллельных масштабируемых приложений.